# Cupid's Rival
Cupid's Rival è un cortometraggio muto del 1917 diretto da Arvid E. Gillstrom e interpretato da Billy West, Oliver Hardy - nei panni di un povero artista - e Leo White.

## Produzione
Il cortometraggio fu prodotto dalla King Bee Studios.